# Kanuma

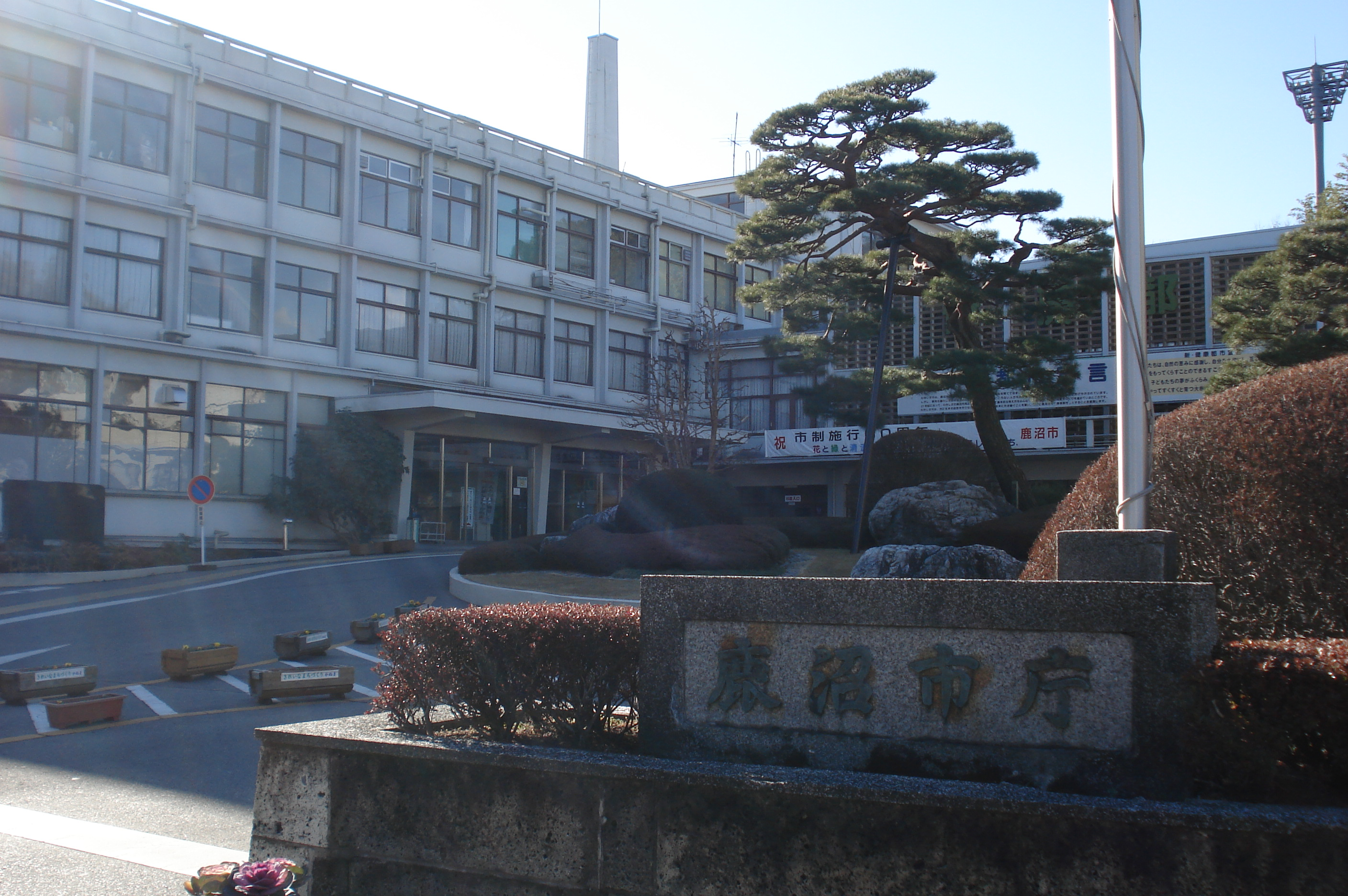
Kanuma City Office

Kanuma (jap. 鹿沼市, -shi) ist eine Stadt in der Präfektur Tochigi in Japan.

## Geschichte
Kanuma wurde am 10. Oktober 1948 gegründet.

## Verkehr
- Straße:
  - Tōhoku-Autobahn
  - Nationalstraße 121, 293, 352
- Zug:
  - JR Nikkō-Linie, nach Utsunomiya
  - Tōbu Nikkō-Linie, nach Asakusa und Nikkō

## Söhne und Töchter der Stadt
- Tosio Kato (1917–1999), Mathematiker
- Takafumi Sudō (* 1991), Fußballspieler

## Angrenzende Städte und Gemeinden
- Utsunomiya
- Tochigi
- Sano
- Nikkō
- Midori